# Centre pénitentiaire de Majicavo
Le centre pénitentiaire de Majicavo est un centre pénitentiaire français situé dans le village de Majicavo Lamir, dans la commune de Koungou et dans le département et région d'outre-mer de Mayotte.
L'établissement dépend du ressort de la mission des services pénitentiaires de l'outre-mer. Au niveau judiciaire, l'établissement relève du tribunal judiciaire de Mamoudzou et de la cour d'appel de Saint-Denis.

## Histoire

### L'ancienne maison d'arrêt
Jusqu'en 2005, le « service pénitentiaire de Mayotte », qui gère notamment la maison d'arrêt, n'est pas un service de l’État, et n'est donc pas rattaché à la direction de l'administration pénitentiaire. Ce service est alors géré par la collectivité territorial de Mayotte et dirigé par un « directeur du service pénitentiaire de Mayotte » également indépendant de l'Administration pénitentiaire. Cette organisation est codifiée par un ancien texte issu de la période coloniale : l'arrêté du gouverneur général de Madagascar et dépendances du 14 décembre 1933, modifié par l’arrêté du 2 septembre 1946.
L'ancienne maison d'arrêt de Majicavo, située à l'emplacement de l'actuel centre pénitentiaire, ouvre le 8 février 1995 et vient en remplacement d'une autre maison d'arrêt située au centre-ville de Mamoudzou. L'établissement, qui dépend à son ouverture du service pénitentiaire de Mayotte, s'étend sur un domaine d'une superficie de 4 hectares. Il bénéficie d'une extension en 2004.qui augmente sa capacité d'accueil de 25 places. Il est notamment composé de dortoirs, ce qui cause des problèmes de promiscuité entre les détenus.
La surface des bâtiments s'étend sur 1 860 m2 entourée d’une double enceinte grillagée sans mirador et alors répartie en 5 quartiers (trois quartiers adultes, un quartier mineurs et un quartier femmes, par la suite reconverti en quartier pour détenus en fin de peine).
La maison d'arrêt passe sous l'autorité de la direction de l'administration pénitentiaire en 2005, le territoire gardant néanmoins sa spécificité en conservant un corps des surveillants pénitentiaires de l’État pour l’administration de Mayotte qui relève cependant bien du ministère de la justice et qui est géré par la direction de l'Administration pénitentiaire.
En 2009, lors de la visite des équipes du Contrôleur général des lieux de privation de liberté, l'établissement, qui dispose d'une capacité d'accueil de 90 places, héberge 216 personnes, soit un taux d'occupation de 240%, certains quartiers de l'établissement approchant ou dépassant 300%.
L'ancienne maison d'arrêt est détruite en juin 2014 dans le cadre du projet de construction du nouveau centre pénitentiaire.

### Le nouveau centre pénitentiaire
La surpopulation de l'ancienne maison d'arrêt, notamment constatée par le Contrôleur général des lieux de privation de liberté, aboutit à la nécessité de rénover et d’agrandir l'ancien établissement. Cependant, le projet s'est finalement transformé en un projet de démolition de l'ancienne maison d'arrêt et la construction d'un nouvel établissement pénitentiaire plus moderne et avec une capacité d'accueil plus importante.
Les travaux de construction du centre pénitentiaire conçu par le cabinet d'architectes Kardham Cardete Huet Architecture, coordonnés par l'agence publique pour l'immobilier de la justice, débutent en juin 2012 et se déroulent en plusieurs phases.
La première phase de construction se déroule entre juin 2012 et le 27 mars 2014, date de la prise de possession de l'établissement par l'Administration pénitentiaire. Le 10 juin 2014, les premiers détenus sont transférés de l'ancienne maison d'arrêt de Majicavo, attenante au nouveau centre pénitentiaire et considérée comme vétuste et exiguë par le CGLPL, dans le nouvel établissement. Ce transfert permet ainsi la destruction de l'ancienne maison d'arrêt en juin 2014 et le début de la seconde phase des travaux de construction entre juillet 2014 et le 2e trimestre de l'année 2015, date à laquelle l'établissement est réceptionnée par l'Administration pénitentiaire dans sa configuration définitive et ouvre complètement.
Le projet de construction de l'établissement est initialement connu sous la dénomination de maison d'arrêt de Majicavo mais l'établissement ouvre en étant catégorisé comme centre pénitentiaire dans sa configuration définitive.
Dès son ouverture, et malgré une augmentation significative de la capacité d'accueil du nouveau centre pénitentiaire par rapport à l'ancienne maison d'arrêt, le quartier « maison d'arrêt » arrive à saturation.
En mars 2022, le ministre de la justice Éric Dupond-Moretti annonce son accord de principe pour la construction d'un second établissement pénitentiaire afin de désengorger le centre pénitentiaire. Cette annonce s'inscrit dans le cadre un programme global d'amélioration de la justice à Mayotte qui inclut également la construction d'une cité judiciaire et de logements pour les agents du ministère de la justice.

## Description
Situé dans le village de Majicavo Lamir à Koungou, sur l'ile de Grande-Terre, le centre pénitentiaire est le seul établissement pénitentiaire de Mayotte.
Situé sur un domaine d'une superficie de 4 hectares et conçu selon une architecture en nef, le centre pénitentiaire est composé de 7 bâtiment. Il dispose d'une capacité d'accueil de 437 places réparties entre un quartier « maison d'arrêt » de 164 places et un quartier « centre de détention » (pour les personnes condamnées à une peine de plus de deux ans) de 114 places, ces quartiers étant subdivisés en quartiers pour hommes, femmes et mineurs. L'enceinte de l'établissement ne comporte par de miradors.

## Surpopulation
La surpopulation chronique de l'établissement, qui existe depuis son ouverture, est également régulièrement signalée par les syndicats pénitentiaires car elle génère des tensions dans l'établissement,,.
Au 1er février 2022, l'établissement accueillait au total 437 détenus pour une capacité de 278 places, soit un taux d'occupation moyen de 157,2%.  Le quartier « centre de détention » accueillait 168 détenus pour 114 places, soit un taux d'occupation de 147,4% tandis que le quartier « maison d'arrêt » accueillait 269 détenus pour 164 places, soit un taux d'occupation de 164%.
En mai 2024, 645 personnes au total étaient détenues (pour 278 places, le record de 678 détenus ayant été atteint le 1er janvier), dont  340 détenus pour 114 places en centre de détention. Le taux de surpopulation carcérale est unique en France : 298,2 %. Des cellules de 13,4 mètres carrés sont occupées par quatre ou cinq détenus. 
En septembre de la même année, une violente mutinerie a lieu dans l'établissement, émaillée par l'agression d'un surveillant pénitentiaire et la prise d'otage d'un second pendant quelques heures, nécessitant l'intervention du GIGN. La mutinerie, qui a été filmée par des détenus et dont les vidéos ont été diffusées sur les réseaux sociaux, entraine un mouvement social des surveillants qui refusent de prendre leur service le lendemain des incidents. La mutinerie survient dans un climat d'insécurité global que connait Mayotte et le niveau particulièrement élevé de surpopulation de l'établissement, évalué à 191,5 % pour le quartier « maison d’arrêt » et de 286,8 % pour le quartier « centre de détention » la veille de la mutinerie, engendrant de très mauvaises conditions de détention, plus de la moitié des détenus incarcérés dans l'établissement dormant sur des matelas posés sr le sol. À la suite de cet événement, des surveillants pénitentiaires arrivent en renfort dans l'établissement en provenance de La Réunion et plusieurs détenus sont transférés dans d'autres établissements hors de Mayotte. En octobre, afin d'attirer l'attention sur les mauvaises conditions de détention et de demander la construction d'un nouvel établissement sur l'île, Nicolas Jauniaux, directeur de l'établissement, annonce sa démission de l'Administration pénitentiaire dans une vidéo diffusée sur la chaine locale Kwezi Television,,. Dix détenus sont condamnées à des peines de prisons supplémentaire à la suite de cette mutinerie. 

## Événements notables
En 2016, un détenu est assassiné par son co-détenu, qui souffrirait de troubles psychiatriques, dans sa cellule. Il sera reconnu coupable de meurtre et condamné à 20 ans de réclusion criminelle en 2020.
Plusieurs évasions ont lieu dans l'établissement depuis son ouverture :
- En juin 2017, quatre détenus tentent de s'évader de l'établissement, deux seulement réussissent tandis que les deux autres, blessés durant cette tentative, sont interpelés. A cette date, ce sont ainsi sept détenus qui ont réussi à s'évader en un an, certains syndicats pénitentiaires soulevant que cette situation serait liée à des malfaçons dans la construction de l'établissement. Cette situation est ainsi dénoncée par le personnel de l'établissement via des mouvements sociaux[20].
- En juillet 2017, trois détenus s'évadent de l'établissement[21]. L'un des évadés sera seulement repris en 2018[22],[23].
- En février 2019, un détenu profite d'un chantier extérieur pour s'évader[24].

Durant la pandémie de Covid-19, l'établissement est un cluster important de la pandémie, entrainant la contamination de plus de la moitié des détenus et d'une part importante du personnel de l'établissement. Cette situation entraine également des mouvements sociaux de la part du personnel qui dénonce le manque de moyens et d'anticipation de la crise dans un contexte de surpopulation chronique,.
En mars 2022, une mutinerie éclate. Une vingtaine de détenus refusent de regagner leur cellule après la promenade et affrontent les surveillants pénitentiaires et aux gendarmes venus en renfort. Quatre détenus considérés comme meneurs sont finalement condamnés.